# St. Otmar (Mödingen)

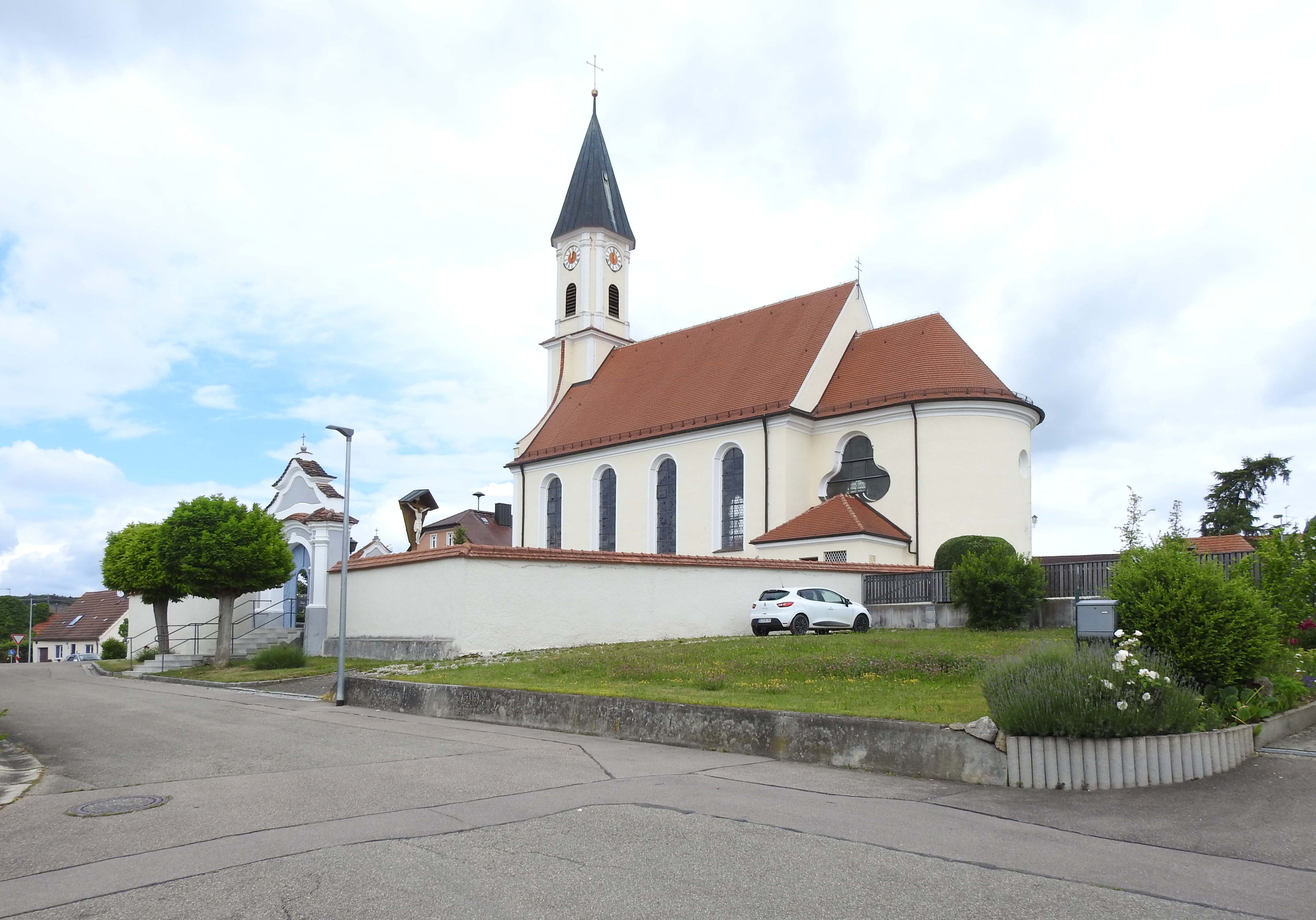
St. Otmar in Mödingen

Die römisch-katholische Pfarrkirche St.  Otmar steht in Mödingen, einer Gemeinde im Landkreis Dillingen an der Donau im schwäbischen Landkreis Dillingen an der Donau von Bayern. Das Bauwerk ist in der Liste der Baudenkmäler in Mödingen als Baudenkmal unter der Nr. D-7-73-147-2 eingetragen. Die Kirche hat das Patrozinium des heiligen Otmar von St. Gallen. Die Kirche gehört zum Dekanat Dillingen des Bistums Augsburg.

## Beschreibung
Die Saalkirche wurde 1760–1762 erbaut. Sie besteht aus einem Langhaus, einem eingezogenen, halbrund geschlossenen Chor im Osten, an dessen Südwand die Sakristei angebaut ist, und einem Kirchturm auf quadratischem Grundriss vor der mit einem Schweifgiebel bedeckten Fassade im Westen. Das oberste Geschoss des Kirchturms, das die Turmuhr und den Glockenstuhl beherbergt, hat abgeschrägte Ecken, an denen sich Pilaster befinden. Darauf sitzt ein spitzer Helm. 
Der Innenraum des Langhauses ist mit einem Tonnengewölbe überspannt, der des Chors mit einer Flachkuppel. Die Deckenmalerei im Chor hat 1912 Anton Niedermaier geschaffen, die im Langhaus 1889 Franz Zimmermann. Über den Durchgängen neben dem Hochaltar stehen die Statuen der heiligen Anna und des Josef von Nazaret. Von Johann Anwander stammt ein Gemälde von 1765.